# Viervlekschimmelkever
De viervlekschimmelkever (Mycetophagus quadripustulatus) is een keversoort uit de familie boomzwamkevers (Mycetophagidae). De wetenschappelijke naam van de soort werd in 1761 gepubliceerd door Carl Linnaeus.